# L’Eden Théâtre
L’Eden Théâtre – najstarsze kino na świecie znajdujące się w mieście La Ciotat, otwarte w 1889 roku. 25 stycznia 1896 roku bracia Lumière zaprezentowali w nim swój film pt. Wjazd pociągu na stację w La Ciotat.

## Historia
Bracia Lumière wybudowali w mieście La Ciotat budynek, w którym początkowo planowali zamieszkać, jednak ostatecznie postanowili zaadaptować go na potrzeby sali kinowej. W 1995 roku ze względów bezpieczeństwa kino zostało zamknięte. W 2013 roku w ramach projektu „Marsylia Europejską Stolicą Kultury 2013” kino zostało wyremontowane za kwotę 6 milionów euro i ponownie otwarte. Do końca 2013 roku zaplanowane są specjalne pokazy.

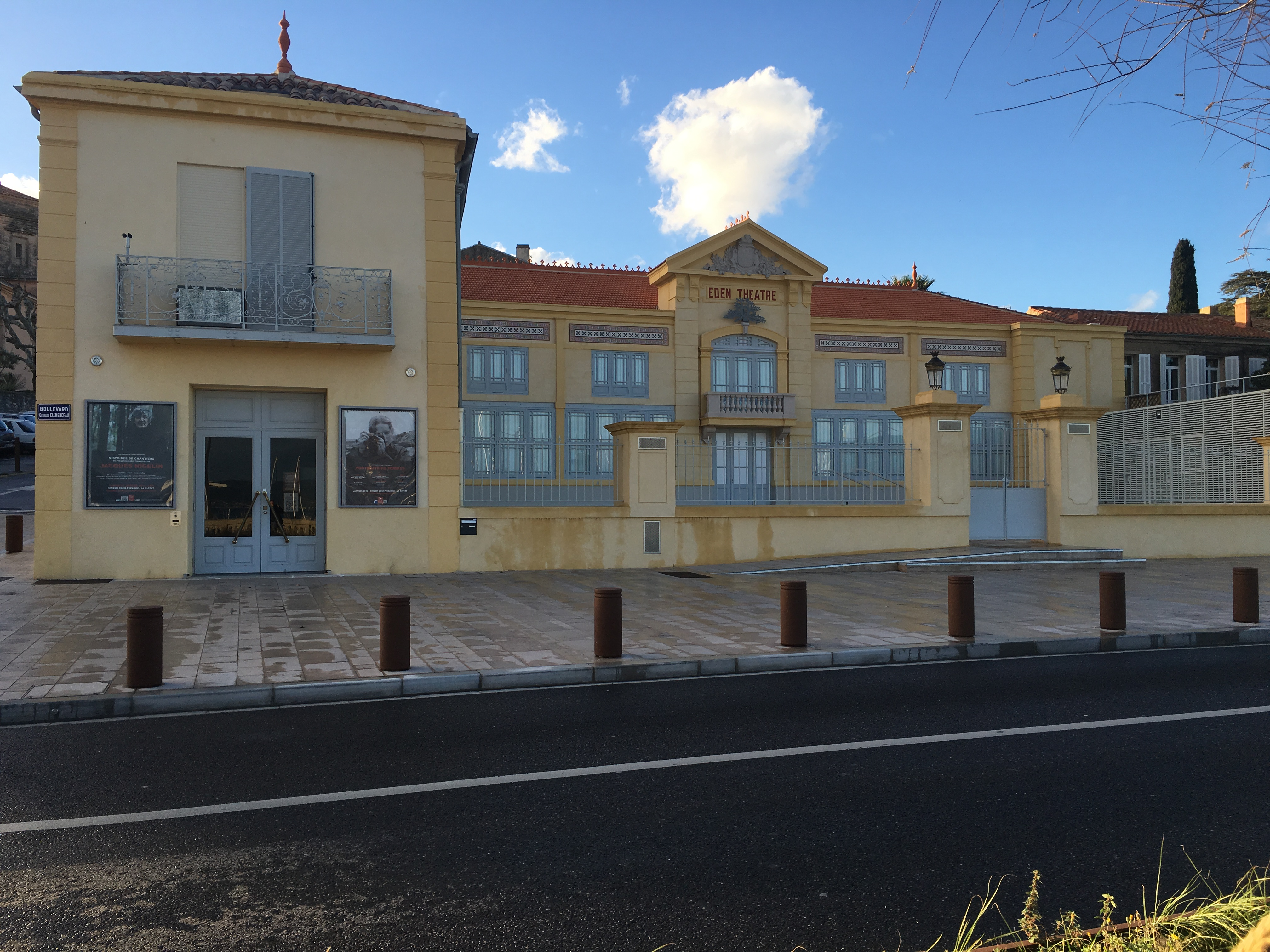
Eden Theather w 2016 roku.